# Lăng Vĩnh Thanh
Lăng Vĩnh Thanh là lăng mộ của Hiếu Minh Hoàng hậu Tống Thị Được (1680-1716), chánh phi của Minh vương Nguyễn Phúc Chu. Lăng tọa lạc tại làng Chầm, phường Long Hồ, quận Phú Xuân, Huế.

## Lịch sử
Năm Bính Thân (1716), ngày 12 tháng 2 (âm lịch), bà Tống Thị Đươc qua đời, hưởng dương 37 tuổi, được truy tặng làm Minh phi (明妃), liệt vào hàng Phu nhân (夫人), thụy là Từ Huệ (慈惠). Năm 1744, Vũ vương Nguyễn Phúc Khoát gia tặng cho tổ mẫu làm Từ Huệ Cung Thục Ý Đức Kính phi.
Lăng của bà bị quật phá dưới thời Tây Sơn và năm 1808 được vua Gia Long xây dựng lại và đặt tên là lăng Vĩnh Thanh (nay thuộc phường Long Hồ, quận Phú Xuân, Huế).
Năm Gia Long thứ 5 (1806), vua truy tôn cho bà làm Từ Huệ Cung Thục Ý Đức Kính Mục Hiếu Minh Hoàng hậu, phối thờ cùng Hiển Tông Nguyễn Phúc Chu tại Thái Miếu, ở án thứ ba bên trái.
Năm 2018, lăng Vĩnh Thanh được tỉnh Thừa Thiên Huế được công nhận là di tích lịch sử (lưu niệm sự kiện) cấp tỉnh theo Quyết định số 1230/QĐ-UBND của UBND tỉnh ban hành ngày 04/6/2018.